# José de Diego
José de Diego y Martínez (* 16. April 1866 in Aguadilla, Puerto Rico; † 16. Juli 1918 in New York City) war ein puerto-ricanischer Journalist und Politiker, der sich für die Unabhängigkeit Puerto Ricos einsetzte.

## Leben

### Frühe Jahre
Nach seiner Ausbildung in Mayagüez zog er nach Spanien, wo er das polytechnische College von Logroño besuchte. Während seiner Zeit in Spanien kollaborierte er mit der von José Julián Acosta gegründeten Zeitung El Progreso, die sich kritisch mit der politischen Situation in Puerto Rico beschäftigte. Nach mehreren Festnahmen kehrte de Diego auf die Insel zurück.
Nach einer unglücklichen Liebesbeziehung mit Carmen Echavarría schrieb er 1886 das Gedicht A Laura, das bei den Romantikern dieser Zeit sehr beliebt war. Gemeinsam mit Román Baldorioty de Castro gründete Diego 1887 die Autonomist Party.
Anschließend ging er wieder nach Spanien, um in Barcelona Jura zu studieren. Nach dem Erwerb des Doktorgrades 1892 kämpfte er in Puerto Rico um die Unabhängigkeit von Spanien. Er arbeitete als Anwalt in Arecibo und gründete die Zeitung La República. Gemeinsam mit Luis Muñoz Rivera und Matienzo Cintrón bildete er ein Komitee, das schließlich den spanischen Repräsentanten Práxedes Mateo Sagasta von der Idee der Autonomie überzeugen konnte. De Diego plante die Errichtung einer Konföderation der spanischsprachigen Inseln in der Karibik, zu der die Dominikanische Republik und Kuba gehören würden. 1897 erkannte Spanien die Autonomie Puerto Ricos an, doch dieser Status hatte nur kurze Zeit Gültigkeit.

### Politik
Nach der Invasion der Vereinigten Staaten in Puerto Rico im Rahmen des Spanisch-Amerikanischen Krieges beendete der Pariser Frieden 1898 den Konflikt und zwang Spanien, Puerto Rico, Kuba, Guam und die Philippinen an die Vereinigten Staaten abzugeben. Der US-Präsident ernannte de Diego zum Mitglied des Exekutivrates der Insel, aber de Diego nahm das Amt nicht an, weil er sich für die Selbstverwaltung der Insel einsetzte.
1904 gründete er mit Luis Muñoz Rivera und Antonio R. Barceló die Unionist Party. Von 1904 bis 1917 war er Präsident des Abgeordnetenhauses, das dem Vetorecht des US-Präsidenten unterlegen war und mit dem Wunsch nach Unabhängigkeit und Selbstverwaltung scheiterte und die Auferlegung der US-Staatsbürgerschaft für die Puerto-Ricaner ablehnte.

## Vermächtnis
José de Diego gilt als einer der größten Dichter Puerto Ricos und als Vater der modernen puerto-ricanischen Poesie-Bewegung. Zu seinen bekanntesten Gedichten gehören A Laura und Póstuma sowie die Bücher Pomarrosas, Jovillos, Cantos de Rebeldía und Cantos del Pitirre. Er gründete das Colegio de Agricultura y Artes Mecánicas de Mayagüez, den Vorläufer der heutigen Universität. Spanien ehrte ihn als Caballero de la Raza (Ritter der Rasse).
1916 musste sein rechtes Bein wegen einer Gangrän-Infektion amputiert werden. Zwei Jahre später starb er beim Vortrag eines Gedichts in New York. Er ist auf dem Friedhof von Old San Juan in der Hauptstadt San Juan bestattet.
Sein Geburtstag ist ein offizieller Feiertag in Puerto Rico und viele Schulen und Straßen auf der Insel sind nach ihm benannt. Auch in Brooklyn und in Miami tragen Schulen seinen Namen.

## Werke
- Obras Completas. Nuevas Campañas, el Plebiscito. San Juan de Puerto Rico: Instituto de Cultura Puertorriqueña, 1973.
- Pomarrosas. Barcelona: Imprenta de Henrich y Ca. en Comnadita, 1904.
- Ripoll, Luis. Antología Poética. España: Palma de Mallorca, 1977.